# Crateva
Crateva es un género de plantas con flores   pertenecientes a la familia Capparaceae. Son nativos del sur de Asia desde Japón a Australia.   Comprende 53 especies descritas y  de estas, solo 14 aceptadas.

## Descripción
Son árboles o arbustos con corteza lisa, glabros o pubescentes (solo en C. palmeri), ramitas conspicuamente lenticeladas; plantas hermafroditas o polígamas con las flores bicíclicamente unisexuales por aborto. Hojas palmadamente 3-folioladas, folíolos enteros, largamente pecioladas, al secarse los pecíolos y folíolos separándose fácilmente por líneas de abscisión; pulvínulos ausentes; estípulas minúsculas, caducas. Inflorescencias racimos corimbosos terminales en la vegetación estacional, brácteas pequeñas a diminutas, caducas, flores varias a numerosas, largamente pediceladas, conspicuamente zigomorfas; sépalos 4, libres, valvados, abiertos desde la yema temprana, acostillados, su mitad basal fusionada al disco (receptáculo), éste cuadrado, prominentemente acrescente, masivo, parecido a un hipanto, disciforme y radialmente simétrico, cada sépalo abrazando a un nectario masivo, incurvado, cóncavo; corola abierta desde el estadio muy temprano de la yema, pétalos elípticos, adheridos en el margen del disco entre los sépalos, láminas arregladas adaxialmente en una hilera vertical; estambres 11–22 (en Mesoamérica), adheridos en un androginóforo corto, filamentos y ginóforo filiformes, proyectados hacia afuera y hacia arriba en frente de los pétalos; ovario globoso a ovoide, óvulos numerosos, estigma sésil, capitado o en forma de montura. Fruto una baya indehiscente, globosa, obovoide u oblonga, colgante en un ginóforo-receptáculo-pedicelo alargado y leñoso, la pared del fruto rígida tornándose más o menos suave y flexible en la madurez; semillas pocas a numerosas, cocleado-reniformes, embebidas en una pulpa suave, fétida, exariladas, la testa dura y lisa, la mitad invaginada hacia el centro entre la radícula y los cotiledones, embrión blanco, endosperma ausente.

## Taxonomía
El género fue descrito por Carlos Linneo  y publicado en Species Plantarum 1: 444. 1753. La especie tipo es: Crateva tapia L.

## Especies aceptadas
A continuación se brinda un listado de las especies del género Crateva aceptadas hasta abril de 2012, ordenadas alfabéticamente. Para cada una se indica el nombre binomial seguido del autor, abreviado según las convenciones y usos.
- Crateva adansonii DC.
- Crateva excelsa Bojer
- Crateva greveana Baill.
- Crateva humblotii (Baill.) Hadj-Moust.
- Crateva hygrophila Kurz
- Crateva nurvala Buch.-Ham.
- Crateva obovata Vahl
- Crateva palmeri Rose
- Crateva religiosa G.Forst.
- Crateva simplicifolia J.S.Mill.
- Crateva suaresensis Baill.
- Crateva tapia L.
- Crateva unilocularis Buch.-Ham.
- Crateva urbaniana R.Rankin
- Crateva yarinacochaensis Cornejo & Iltis[3]